# آساکوساباشی

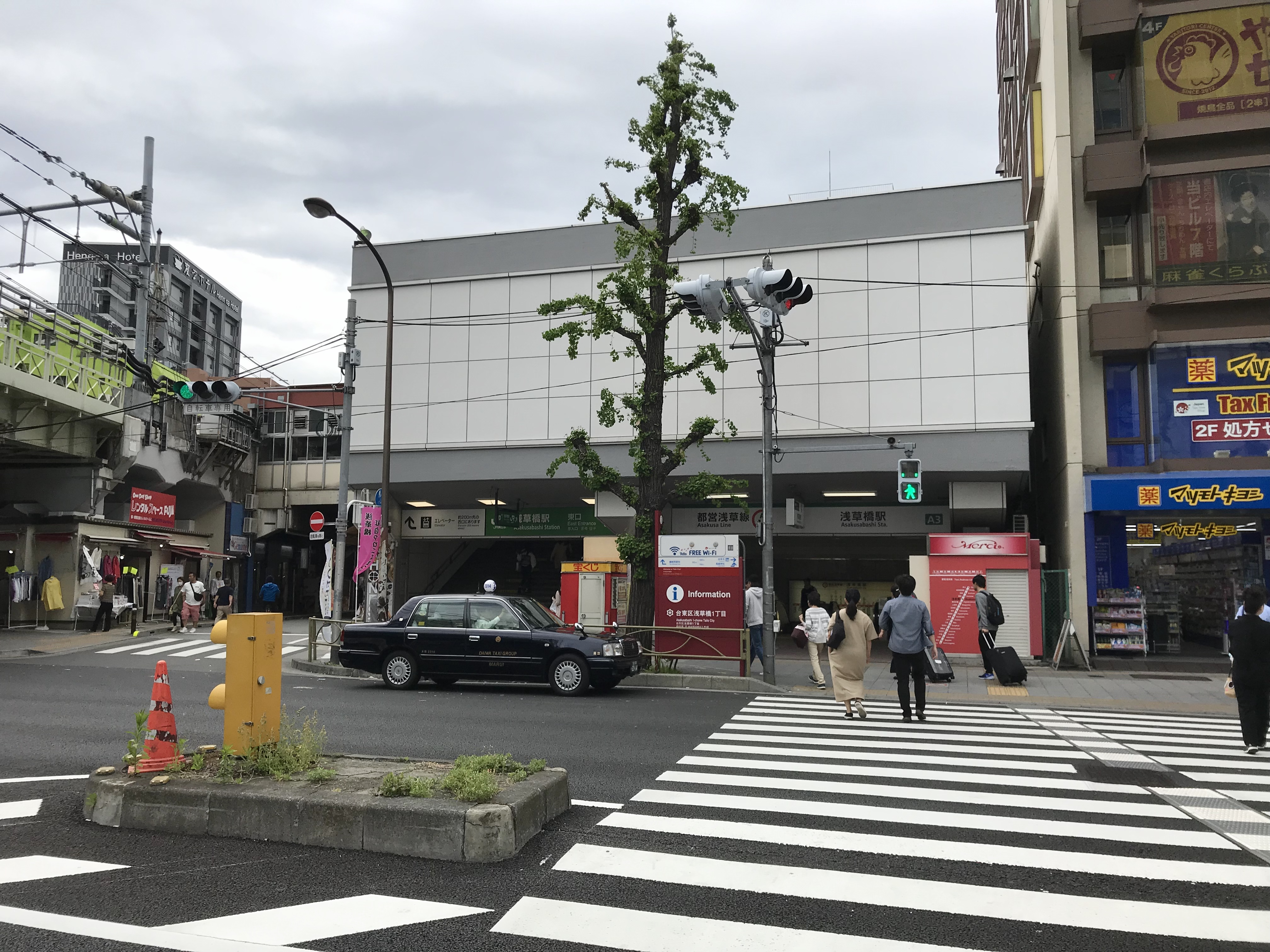
ایستگاه آساکوساباشی، یکی از ایستگاه‌های خط اصلی سوبو

آساکوساباشی (به ژاپنی: 浅草橋 Asakusabashi) یکی از محله‌های توکیو پایتخت ژاپن است که در منطقهٔ تایتو واقع شده‌است.
همچنین آساکوساباشی نام یک پل در این محله است که بر روی رود کاندا قرار دارد نام این محله از نام این پل گرفته شده‌است. در قدیم این پل درست روبروی در اصلی معبد آساکوسا قرار داشت. در دوره ادو و در آتش‌سوزی بزرگ می‌رکی در هنگام فرار دسته‌جمعی زندانیان از زندان با بستن این پل باعث مسدود شدن راه مردمی که برای دوری از خطر آتش از کاندا، توکیو و نیهونباشی به سمت آساکوسا فرار می‌کردند، شد. زندانیان که به‌طور موقت توسط ایشیده تاته‌واکی یوشیفوکا آزاد شدند، همراه با ساکنان محله فراری در امتداد خیابان ادو به سمت شمال حرکت کردند و به دروازه آساکوسا میتسوکه نزدیک شدند. سپس، اتفاق وحشتناکی رخ داد. به محض اینکه زندانیان در آساکوسا میتسوکه ظاهر شدند، دروازه منتهی به آساکوساباشی بسته شد. نگهبانان نگهبان دروازه زندانیان را در میان جمعیت دیدند که به اشتباه فکر کردند در حال فرار هستند و آنها را در داخل خندق بیرونی (رودخانه کاندا) همراه با پناهندگانی که در حال فرار بودند به دام انداختند. حکایت این است که در نتیجه این تصمیم ظالمانه، بسیاری از افراد تخلیه شده جایی برای فرار نداشتند و سوختند یا به رودخانه کندا پریدند و غرق شدند.
این تصمیم‌گیری اشتباه باعث شد که در حدود ۲۰٬۰۰۰ نفر در این مکان طعمهٔ آتش شده و جان خود را از دست بدهند.
این پل به سبک جدید در سال ۱۸۷۳ ساخته شد و در سال ۱۹۳۰ میلادی بازسازی شده‌است. این پل مرکز توکیو توشین (به ژاپنی: 都心) را به منطقهٔ آساکوسا متصل می‌کند. این محله دارای مغازه‌های بسیاری جهت فروش عروسک‌های سنتی ژاپنی است.

## نگارخانه

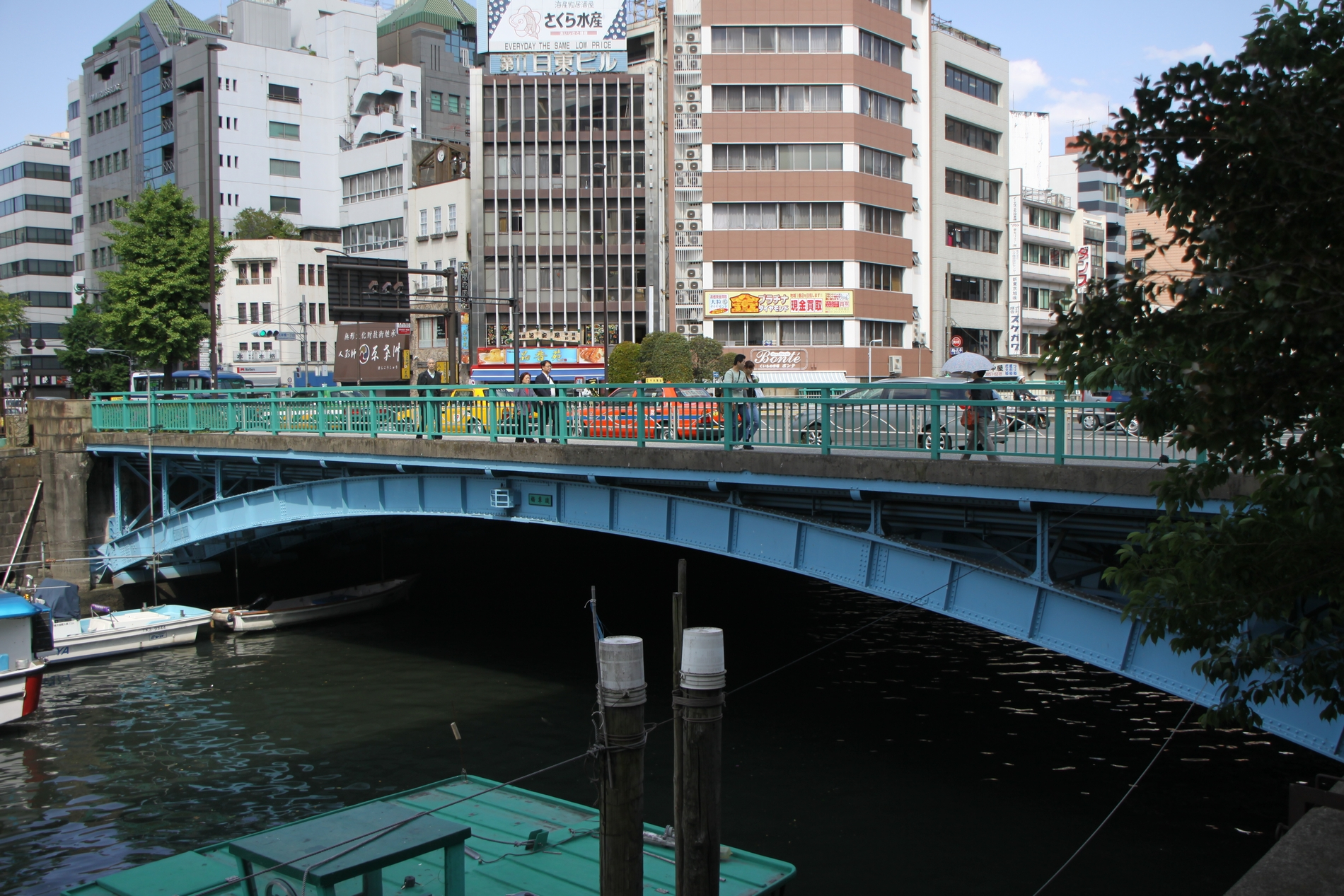
پل آساکوساباشی بر روی رود کاندا